# Cranidium
Cranidium is een geslacht van Phasmatodea uit de familie Phasmatidae. De wetenschappelijke naam van dit geslacht is voor het eerst geldig gepubliceerd in 1843 door Westwood.

## Soorten
Het geslacht Cranidium is monotypisch en omvat slechts de volgende soort:
- Cranidium gibbosum (Burmeister, 1838)